# Robert Kagan

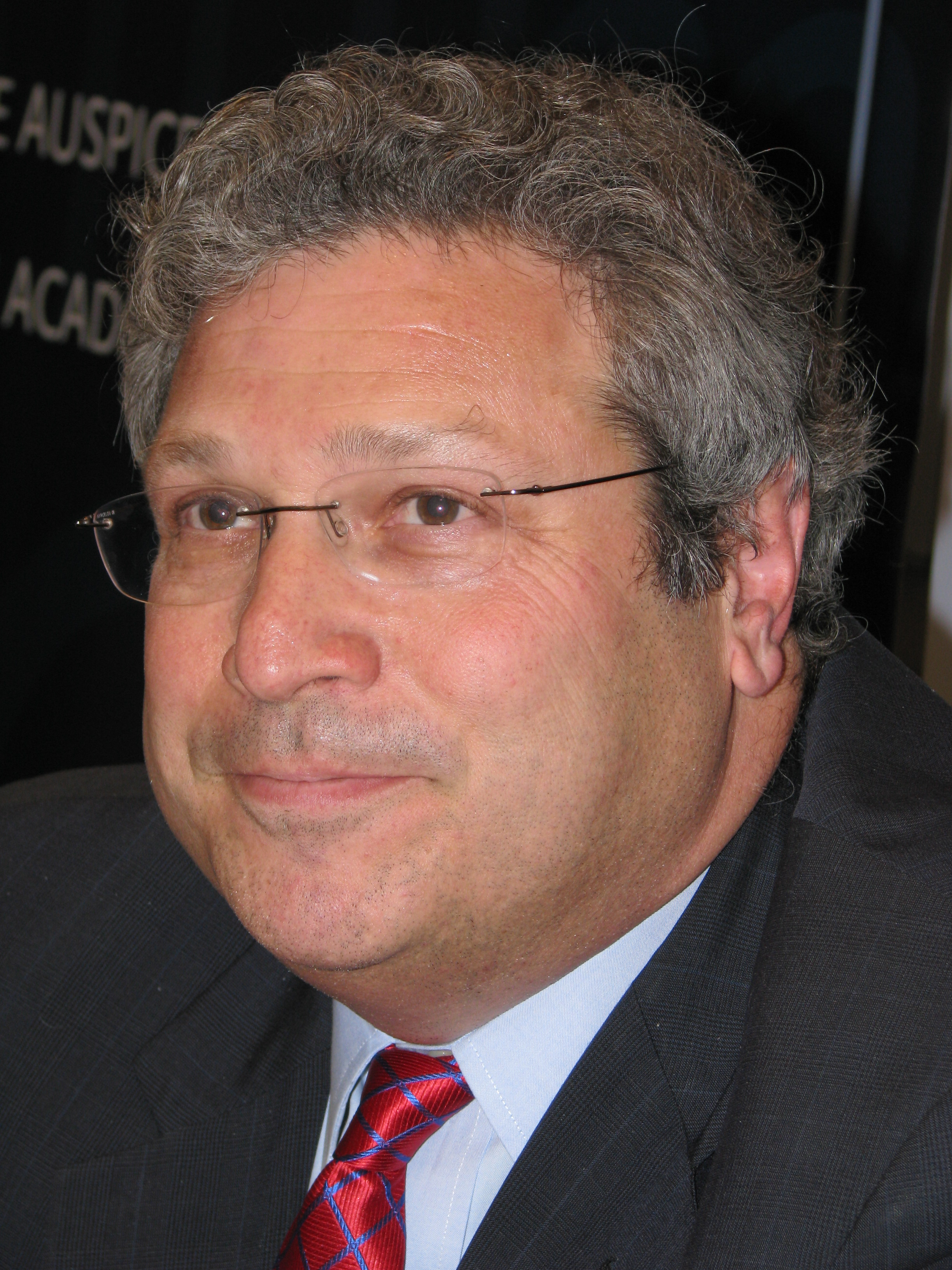
Robert Kagan (17 kwietnia 2008)

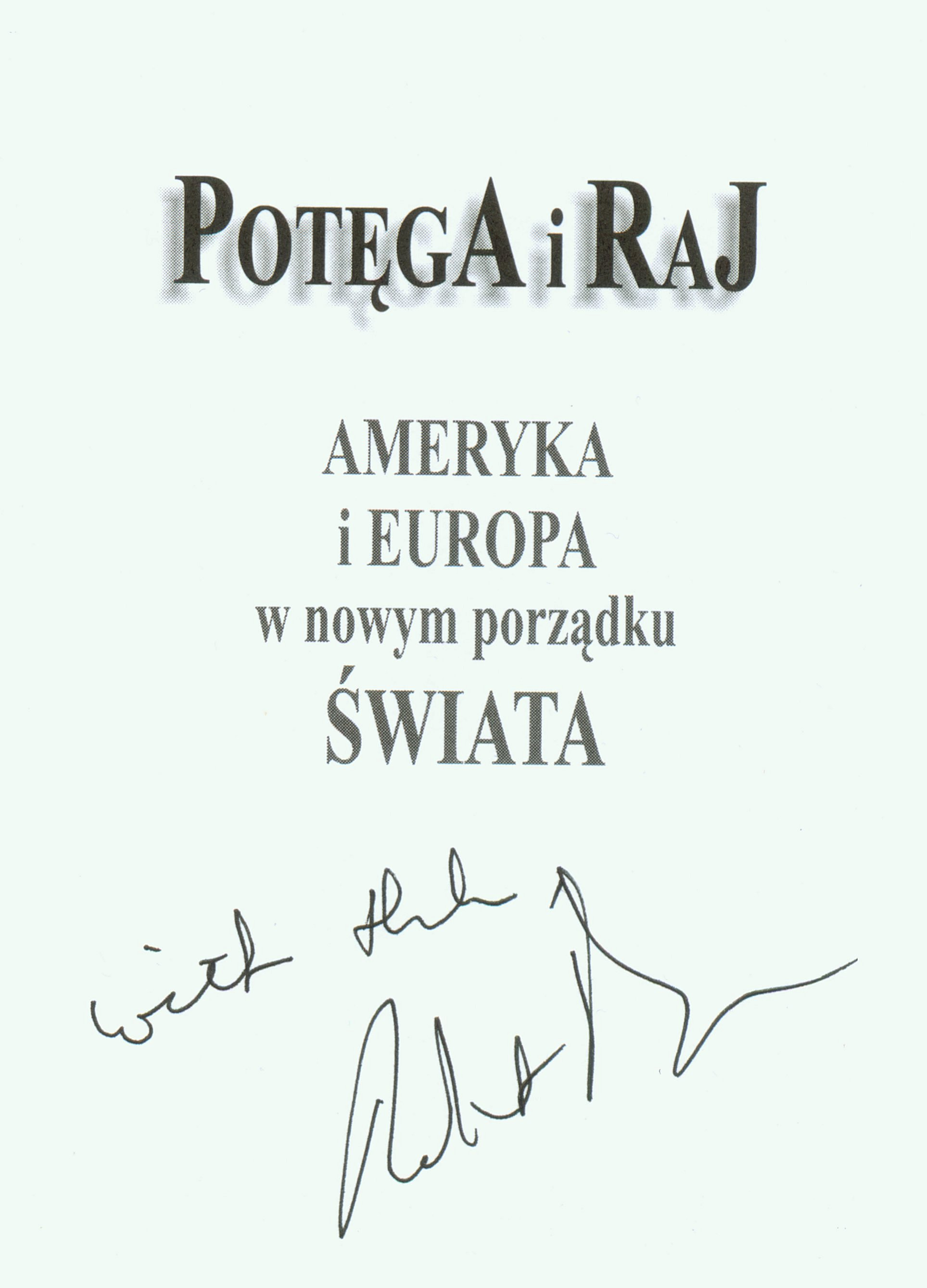
Dedykacja Roberta Kagana w polskim wydaniu książki Potęga i Raj (2008)

Robert Kagan (ur. 26 września 1958 w Atenach) – amerykański nauczyciel akademicki, publicysta i analityk polityczny, syn Donalda Kagana, także znanego nauczyciela akademickiego. Jeden z czołowych ideologów neokonserwatyzmu, członek społeczności żydowskiej.
Ukończył studia na Uniwersytecie Yale (MBA), John F. Kennedy School of Government, Uniwersytet Harvarda oraz Uniwersytet Amerykański w Waszyngtonie (PhD). Pracował w późnych latach osiemdziesiątych XX wieku w Departamencie Stanu jako osoba pisząca przemówienia. Jest współzałożycielem Project for the New American Century, think tanku promującego amerykańskie przywództwo globalne; jest również członkiem podobnej organizacji: Council on Foreign Relations.
Jest jednym z najbardziej znanych i wpływowych neokonserwatystów. Publikował dla „The New Republic”, „Policy Review”, „The Washington Post”, „The Weekly Standard”. Jego główne zainteresowania badawcze to stosunki Stanów Zjednoczonych z wielkimi mocarstwami, sprawy Europy Wschodniej oraz Irak.
Jego żona, Victoria Nuland, jest amerykańską dyplomatką.

## Twórczość
- A Twilight Struggle: American Power and Nicaragua, 1977–1990 (Free Press 1996, ISBN 0-02-874057-2)
- Present Dangers: Crisis and Opportunity in American Foreign and Defense Policy (Encounter Books 2000, ISBN 1-893554-16-3)
- Of Paradise and Power: America and Europe in the New World Order (Knopf 2003, ISBN 1-4000-4093-0; Random House Large Print 2004, ISBN 0-375-43291-4; Atlantic Books 2004, ISBN 1-84354-178-5; wydanie polskie: Potęga i Raj. Ameryka i Europa w nowym porządku świata; przekł. Witold Turopolski, wstęp Adam Szostkiewicz; Wydawnictwo Studio EMKA 2003, ISBN 83-88931-31-8)
- Dangerous Nation: America’s Place in the World from its Earliest Days to the Dawn of the Twentieth Century (Knopf 2006, ISBN 0-375-41105-4; Vintage 2007, ISBN 978-0375724916)
- The Return of History and the End of Dreams (Knopf 2008, ISBN 978-0307269232)